# POWER7
A POWER7 egy Power Architektúrán alapuló szuperskalár szimmetrikus multiprocesszor. A POWER7-et az IBM fejlesztette, 2010-ben bocsátotta ki, a POWER6-ot követte. Fejlesztése több helyszínen folyt, az IBM különféle gyártó- és kutatóhelyein Rochester (Minnesota), Austin (Texas), Essex Junction, Bromont (Québec) városokban, a New York-i T. J. Watson Research Center kutatóközpontban, valamint a németországi Böblingenben, az IBM Deutschland Research & Development GmbH laboratóriumában. Az IBM 2010. február 8-án jelentette be a POWER7-en alapuló szervereit.

## Történet
Az IBM 2006 novemberében megnyert egy 244 millió dolláros DARPA szerződést egy petaszintű szuperszámítógép-architektúra fejlesztésére 2010 vége előtt a HPCS projektben. A szerződés azt is kimondja, hogy az architektúrának kereskedelmi forgalomban is meg kell jelennie. Az IBM ajánlata a PERCS (Productive, Easy-to-use, Reliable Computer System) elnevezésű tervezet volt, amivel meg is nyerték a szerződést; ez a POWER7 processzoron alapul, IBM AIX operációs rendszert és General Parallel File System fájlrendszert alkalmaz.
Az IBM és a DARPA együttműködött a fejlesztés során, például a rendszerhez olyan címzés- és a laptábla-hardvert fejlesztettek, amely támogatja a globális megosztott memóriaterek használatát a POWER7 klaszterekben. Ez a kutatók és tudósok számára megkönnyíti a klaszterek programozását, mivel a klaszter így egyetlen egyszerű rendszerként programozható, bonyolult üzenettovábbítás használata, ill. programozása nélkül. A produktivitás szempontjából ez alapvető, mivel egyes tudósok nem igazán járatosak a MPI vagy más, a klaszterekben használatos párhuzamos programozási technikákban.

## Tervezés
A POWER7 szuperskalár szimmetrikus multiprocesszor architektúra a POWER6 kialakítás egy jelentős továbbfejlesztése, amely főleg a teljesítmény jobb kihasználására összpontosít, a több mag és a szimultán többszálas végrehajtás (SMT) használatával. Fejlesztésében kezdettől a magas frekvenciák elérését tűzték ki célul, még az energiafelhasználás hatékonyságának rovására is, és ezáltal figyelemre méltó 5 GHz-es órajelet értek el. Az IBM-nek az ISCA 29 konferencián elhangzott beszámolója szerint a csúcsteljesítményt magas frekvenciájú tervezési módszerek alkalmazásával érték el, 10-20 FO4 várakozási ciklussal futószalag-fokozatonként, kifejezetten az energiafelhasználás hatásfokának árán. Ugyanakkor a POWER6 bináris lebegőpontos egység futószalagjában sikerült elérni a „6 ciklusos, 13 FO4 faktort”.
Emiatt a POWER7 CPU futószalagját ismét megváltoztatták, mint ahogy a POWER5 és POWER6 kialakítások tervezésekor is tették. Bizonyos szempontból ez az átdolgozás az Intel 2005-ös irányváltásához hasonlít, amikor a cég leváltotta a P4 7. generációs x86 mikroarchitektúrát. Míg a POWER6 alapvetően egy kétmagos processzor, melyben mindegyik mag kétutas szimultán többszálas végrehajtásra (SMT) képes, addig az IBM POWER7 processzornak akár nyolc magja is lehet, és négy szálat hajthat végre magonként, ezáltal teljes kapacitása 32 szimultán szál lehet.

## Specifikáció
A POWER7 szuperskalár szimmetrikus multiprocesszor 4, 6, vagy 8 fizikai magot tartalmazó mikrocsipek formájában készül, 1-től 32 utas kialakításban, max. 1024 SMT-vel (szimultán szállal) és a különböző rendszer-architektúráknak, valamint a Power ISA különböző al- és kiterjesztett specifikációinak megfelelően kissé eltérő mikroarchitektúrákkal és interfészekkel ellátott változatokban készítik. Például a Supercomputing (HPC) System Power 775 modellt egy négycsipes modulba (quad-chip-module, QCM) szerelt 32 utas, 256 fizikai maggal és 1024 SMT-vel (szimultán szállal) ellátott változattal szerelik. A processzorokban létezik egy speciális TurboCore mód is, ami képes kikapcsolni a magok felét; például egy nyolcmagos processzorból négyet, de a maradék 4 mag továbbra is hozzáfér az összes memóriavezérlőhöz és a harmadik szintű gyorsítótárhoz, megnövelt órajel-sebességen (kevesebb mag, nagyobb sebesség). Ez növeli az egyes magok teljesítményét, ami a leggyorsabb soros teljesítményt igénylő terhelések esetén fontos, a párhuzamos teljesítmény csökkenése árán. A TurboCore mód az IBM szerint „felére redukálhatja a szoftver-költségeket a magonként licencelt alkalmazásoknál, míg növeli az ugyanabból a szoftverből elérhető magonként teljesítményt”. Az új IBM Power 780 méretezhető, nagy teljesítményű szerverek el vannak látva a TurboCore munkaterhelés-optimizálási mód kihasználását támogató eszközökkel és a POWER6-alapú rendszerekhez képest akár kétszeres magonkénti teljesítményt is elérhetnek.
Mindegyik mag képes négyutas egyidejű többszálas végrehajtásra (SMT). A POWER7 közel 1,2 milliárd tranzisztorból áll, mérete 567 mm²
és 45 nm-es folyamattal készül. Jelentős eltérés a POWER6-tól, hogy a POWER7 nem sorrendben, hanem sorrenden kívül (a programutasítások szekvenciális sorrendjétől eltérő módon) hajtja végre az utasításokat, ám fenntartja a végeredmény soros konzisztenciáját, tehát a végrehajtás eredménye megegyezik a sorrendi végrehajtás eredményével. A POWER6-hoz képest csökkentett maximális frekvencia ellenére (5,0 GHz helyett 4,25 GHz), a magok egyenként nagyobb teljesítményt nyújtanak, mint a POWER6, és a processzorban a magok száma akár négyszer több lehet. A POWER7 legfontosabb jellemzői:
- 45 nm szilícium szigetelőn (silicon on insulator, SOI) folyamat, 567 mm²
- 1,2 milliárd tranzisztor
- 3,0 – 4,25 GHz órajel-frekvencia
- max. 4 csip egy négycsipes modulban (quad-chip module)
  - 4, 6 vagy 8 egyedi mag csipenként
    - 4 SMT szál egyedi magonként (AIX 6.1 TL05 (2010 áprilisi kiadás) rendszertől kezdve és afölött)
    - 12 végrehajtó egység magonként:
      - 2 fixpontos egység
      - 2 betöltő-tároló egység
      - 4 dupla pontosságú lebegőpontos egység
      - 1 vektoros egység, VSX támogatással
      - 1 decimális lebegőpontos egység
      - 1 elágazáskezelő egység
      - 1 feltételregiszter-egység

  - 32+32 KiB L1 utasítás- és adat-gyorsítótár (magonként)[14]
  - 256 KiB második szintű gyorsítótár (magonként)
  - 4 MiB harmadik szintű gyorsítótár magonként, max. 32 MiB támogatott. A gyorsítótár eDRAM-mal van megvalósítva, ami cellánként kevesebb tranzisztorral megvalósítható, mint egy szabványos SRAM,[5] így ugyanakkora lapkaterületen az SRAM-mal megvalósíthatónál nagyobb gyorsítótárak építhetők.

„Az egyes POWER7 processzormagok agresszív sorrenden kívüli (OoO) utasítás-végrehajtást valósítanak meg, a legnagyobb hatékonyságra törekedve a rendelkezésre álló végrehajtási utak kihasználásában. A POWER7 processzor rendelkezik egy utasítássorozat-sorbaállító egységgel (Instruction Sequence Unit), amely ciklusonként max. hat utasítás továbbítására képes az utasítássorok csoportjához. Ciklusonként legfeljebb nyolc utasítás bocsátható ki az utasítás-végrehajtó egységekhez. A POWER7 processzor tizenkét végrehajtó egységgel rendelkezik (ld. fent).”
Ebből a következő elméleti egyszeres pontosságú (single precision, SP) teljesítményadatok következnek (egy 4,14 GHz-es, 8 magos kialakításban):
- max. 99,36 GFLOPS magonként
- max. 794,88 GFLOPS csipenként

Magonként 4 db 64 bites SIMD egység és magonként egy 128 bites SIMD VMX egység ciklusonként 12 szorzás-összeadást képes elvégezni, ami 24 SP (egyszeres pontosságú) FP (lebegőpontos) műveletet jelent ciklusonként. 4,14 GHz-en ez összesen 4,14 milliárd × 24 = 99,36 SP (egyszeres pontosságú) GFLOPS, ami 8 magon 794,88 SP GFLOPS.
A maximális dupla pontosságú (DP) teljesítmény közel a fele az egyszeres pontosságú csúcsteljesítménynek.
Összehasonlításképpen az Intel egy korabeli mikroarchitektúrája, a Haswell ciklusonként 16 duplapontos (DP) lebegőpontos műveletet (FLOP) vagy 32 egyszeres pontosságú (SP) lebegőpontos műveletet (FLOP) képes elvégezni (8/16 DP/SP összevont szorzás-összeadás egy 2×256 bites AVX2 lebegőpontos (FP) vektoros egységben szétosztva). Ez 3,4 GHz-en (i7-4770) 108,8 SP GFLOPS teljesítményt jelent magonként és 435,2 SP GFLOPS csúcsteljesítményt a teljes 4 magos csipre számítva, ami közel hasonló teljesítményszinteket ad magonként, nem figyelembe véve az Intel Turbo Boost technológia hatásait.
Ez az elméleti csúcsteljesítmény-összehasonlítás a gyakorlatban is megállja a helyét, a POWER7 és az i7-4770 hasonló pontszámokat szereznek a SPEC CPU2006 lebegőpontos (egyszálas) teljesítménytesztekben: POWER7: 71,5 – i7-4770: 74,0.
Meg kell jegyezni, hogy ugyan a POWER7 csip az i7-nél jelentősen (2×–5×) jobb eredményeket mutat néhány teljesítménytesztben (bwaves, cactusADM, lbm), miközben lényegesen lassúbb (2×-3×) a legtöbb másikban. Ezt a két csip közötti alapvető architekturális különbségek okozzák, és az alaplapok, memóriarendszerek és egyéb hardverelemek eltérő volta; végeredményben a két processzort különböző munkafolyamatok végzésére tervezték.
Átfogó értelemben ugyanakkor elmondható, hogy a lebegőpontos teljesítmény tekintetében a POWER7 a Haswell i7-hez hasonló.

## POWER7+
A POWER7+ processzort az IBM 2012 augusztusában mutatta be a Hot Chips 24 konferencián. Ez a processzor egy frissített változata, magasabb sebességen futhat, több gyorsítótárat és integrált gyorsítókat tartalmaz, 32 nm-es folyamattal gyártják.
A POWER7+ processzorok első példányai az IBM POWER 770 és 780 szerverekben jelentek meg. A csipek jellemzői a max. 80 MiB harmadik szintű gyorsítótár (10 MiB/mag), a megnövelt órajel (max. 4,4 GHz) és 20 LPAR magonként.

## Termékek
2011 októberi állapot szerint a POWER7 rendszerek választékában megtalálhatóak az „Express” modellek (710, 720, 730, 740 és 750), az „Enterprise” modellek (770, 780 és 795) és a nagy teljesítményű 755 és 775 modellek. Az Enterprise modellek Capacity on Demand lehetőségeikben különböznek. Az alábbi táblázat a maximális specifikációkat mutatja.
| Név                   | foglalatok száma | magok száma | CPU órajel             |
| --------------------- | ---------------- | ----------- | ---------------------- |
| 710 Express           | 1                | 6           | 4,2 GHz                |
| 710 Express           | 1                | 8           | 4,2 GHz                |
| 720 Express           | 1                | 8           | 3,6 GHz                |
| 730 Express           | 2                | 12          | 4,2 GHz                |
| 730 Express           | 2                | 16          | 3,6 GHz vagy 4,2 GHz   |
| 740 Express           | 2                | 12          | 4,2 GHz                |
| 740 Express           | 2                | 16          | 3,6 GHz vagy 4,2 GHz   |
| 750 Express           | 4                | 24          | 3,72 GHz               |
| 750 Express           | 4                | 32          | 3,22 GHz vagy 3,61 GHz |
| 755                   | 4                | 32          | 3,61 GHz               |
| 770                   | 8                | 48          | 3,7 GHz                |
| 770                   | 8                | 64          | 3,3 GHz                |
| 775 (node-onként)     | 32               | 256         | 3,83 GHz               |
| 780 (MaxCore mód)     | 8                | 64          | 3,92 GHz               |
| 780 (TurboCore mód)   | 8                | 32          | 4,14 GHz               |
| 780 (4 socketes node) | 16               | 96          | 3,44 GHz               |
| 795                   | 32               | 192         | 3,72 GHz               |
| 795 (MaxCore mód)     | 32               | 256         | 4,0 GHz                |
| 795 (TurboCore mód)   | 32               | 128         | 4,25 GHz               |

Az IBM ezen felül kínál még 5 POWER7 alapú BladeCenter-t.
A specifikációkat az alábbi táblázat mutatja.
| Név               | magok száma | CPU órajel | szükséges blade rések száma |
| ----------------- | ----------- | ---------- | --------------------------- |
| BladeCenter PS700 | 4           | 3,0 GHz    | 1                           |
| BladeCenter PS701 | 8           | 3,0 GHz    | 1                           |
| BladeCenter PS702 | 16          | 3,0 GHz    | 2                           |
| BladeCenter PS703 | 16          | 2,4 GHz    | 1                           |
| BladeCenter PS704 | 32          | 2,4 GHz    | 2                           |

Az alábbi szuperszámítógép-projektek szintén POWER7 processzorra épülnek:
- PERCS
- Watson

## Fordítás
Ez a szócikk részben vagy egészben  a   POWER7 című angol Wikipédia-szócikk ezen változatának fordításán alapul.  Az eredeti cikk szerkesztőit annak laptörténete sorolja fel. Ez a jelzés csupán a megfogalmazás eredetét és a szerzői jogokat jelzi, nem szolgál a cikkben szereplő információk forrásmegjelöléseként.